# Kyozan Joshu Sasaki

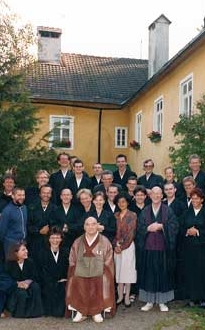
Kyozan Joshu Sasaki mit Schülern im Buddhistischen Zentrum Scheibbs, 1991

Kyozan Joshu Sasaki (jap. 佐々木 承周, Sasaki Jōshū; * 1. April 1907; † 27. Juli 2014 in Los Angeles) war ein japanischer Rinzai-Rōshi, der seit 1962 in den USA lebte.

## Leben
Joshu Sasaki war der Gründer und Abt des Mount Baldy Zen Center, das in den 1970er Jahren auf dem Mount San Antonio in den San Gabriel Mountains in Kalifornien errichtet wurde und in dem u. a. Leonard Cohen eine Zeit lang lebte. Er war Linienoberhaupt des Rinzai-ji-Ordens, dem zahlreiche Zen-Zentren in den USA und Europa (Düsseldorf, Kempten (Allgäu), Augsburg, Wien, Oslo) angehören.
Trotz seines hohen Alters war er bis Februar 2012 als Zen-Lehrer tätig, teils im klösterlichen Trainingszentrum Mount Baldy, teils im Haupttempel Rinzai-ji in Los Angeles.
Nach einer schweren Erkrankung gab er am 10. November 2012 im Alter von 105 Jahren seinen Rückzug als Abt des Mt. Baldy Zen Center bekannt, womit seine über den Zeitraum von insgesamt 84 Jahren andauernde Lehrtätigkeit endete.
Seine Ausbildung zum Zen-Mönch erhielt er im Alter von 14 Jahren im Tempel Zuiryo-ji. Im Alter von 21 Jahren wurde Joshu zum Zen-Priester (Osho) geweiht und erhielt den Namen Kyozan. Kurz darauf folgte Joshu Sasaki dann seinem Lehrer, Joten Soko Miura Roshi, der zum Erzabt (Kanchō) in Kyōto ernannt worden war, in den Myōshin-ji, den Haupttempel der größten Rinzai-Zenlinie in Japan. Nachdem er bereits 1948 den Titel eines Rōshi mit dem Namen Denkyo-shitsu erhalten hatte, übernahm er die Position eines Abtes im Tempel Yotoku-in. 1953 verließ er den Yotoku-in und wurde Abt im Shoju-an in Iiyama, in der Präfektur Nagano mit dem Auftrag, diesen Tempel, in dem Shoju Ronin (Dōkyō Etan, 1642–1721), der Meister des Reformators Hakuin Ekaku gewirkt hatte, zu renovieren.
1962 entschloss er sich, in die USA zu reisen, um interessierte Studenten im Westen Zen zu lehren. Über die Jahre wurde er zu einem der angesehensten und einflussreichsten Zen-Meister in den USA und Europa. Einige seiner zu Nonnen und Mönchen geweihten Studenten sind selbst Zen-Lehrer geworden und leiten Zen-Zentren in mehreren Staaten der USA, in Deutschland, Norwegen und Österreich. Einem der bekanntesten Zen-Lehrer im deutschen Sprachraum, Genro Seiun Osho, übertrug er auch die Befugnis, die Kōan-Praxis zu lehren. Jahrelang reiste Sasaki auch regelmäßig nach Österreich, um im Buddhistischen Zentrum Scheibbs Sesshins zu leiten und seinen europäischen Schülern Gelegenheit zu geben, seine Teishōs zu hören und Koan-Praxis zu üben.
Sasaki wurden sexuelle Übergriffe auf Schülerinnen vorgeworfen, die teils weit zurückreichten. Der Journalist Mark Oppenheimer berichtete darüber in der New York Times.
Joshu Sasaki starb im Juli 2014 im Alter von 107 (nach japanischer Zählung: 108) Jahren im Cedars Sinai Hospital in Los Angeles.

## Schriften
- Joshu Sasaki: Buddha is the Centre of Gravity. Lama Foundation 1974. (90-seitige Broschüre auf Englisch)
- Joshu Sasaki: About Tathagata Zen. Rinzai-ji Los Angeles (Einziger offizieller Text-Nachlass von Sasaki)